# Bernartice (Píseki járás)
Bernartice település Csehországban, Píseki járásban. Bernartice Rataje, Zběšičky, Veselíčko, Sepekov, Podolí I, Slabčice, Křenovice, Křižanov, Dražíč, Stádlec, Radětice, Opařany és Borovany településekkel határos. Lakosainak száma 1412 fő (2024. január 1.).

## Népesség
A település lakosságának változását az alábbi diagram mutatja:
| Lakosok száma | 3001 | 2749 | 2946 | 1994 | 1416 | 1267 | 1306 | 1308 | 1332 | 1412 |
|               | 1869 | 1900 | 1921 | 1961 | 1980 | 2011 | 2016 | 2019 | 2021 | 2024 |